# Мартьє Схепстра
Мартьє Схепстра (нід. Maartje Scheepstra, 1 квітня 1980) — нідерландська хокеїстка на траві.
Срібна призерка Олімпійських Ігор 2004 року.